# Ries (Graz)
Ries est le dixième arrondissement de la ville autrichienne de Graz. L'arrondissement est situé à l'est de la cité.